# پولسار ان‌اس ۴۰۰
باجاج پولسار ان‌اس ۴۰۰ (به انگلیسی: Bajaj Pulsar NS400z) یک موتورسیکلت هندی با انجین ۳۷۳ سی‌سی تک‌سیلندر و قدرت ۴۰ اسب بخار محصول شرکت باجاج می‌باشد. این موتورسیکلت از خانواده پولسار است که در سال ۲۰۲۴ معرفی و وارد بازار شده است. مدل ۲۰۰، ۱۶۰ و ۱۲۵ سی‌سی آن نیز از سال ۲۰۱۲ به بعد تولید و وارد بازار شدند. عبارت ان‌اس "NS" در واقع مخفف کلمهٔ (نیکد اسپرت) "Naked Sport" می‌باشد که بیان‌گر کلاس این موتورسیکلت می‌باشد.
در واقع سری پولسار، از محصولات محبوب شرکت باجاج در دسته موتورسیکلت‌های شهری و ورزشی است. این موتورسیکلت با طراحی دینامیک و توانایی‌های بالا در کلاس خود، مخصوصاً در مدل ان‌اس ۲۰۰، به عنوان یک انتخاب محبوب برای رانندگان جوان و علاقه‌مند به موتورسیکلت‌های ورزشی شناخته می‌شود.
این موتورسیکلت دارای یک انجین تک‌سیلندر، چهارزمانه، سامانه جرقه زنی ۳ شمع و سیستم خنک‌کننده انجین آن از نوع مایع (رادیاتور آب) است. دارای یک اگزوز زیر بدنه و دو کمک‌فنر تلسکوپی معکوس و یک کمک فنر گازی در عقب می‌باشد. این مدل به دلیل قانون منع عبور موتورسیکلت‌های بالای ۲۵۰سی‌سی در ایران، احتمالاً هیچگاه در ایران به شکل رسمی حضور نخواهد یافت.